# Liste der Kulturdenkmäler in Oberneisen
In der Liste der Kulturdenkmäler in Oberneisen sind alle Kulturdenkmäler der rheinland-pfälzischen Ortsgemeinde Oberneisen aufgeführt. Grundlage ist die Denkmalliste des Landes Rheinland-Pfalz (Stand: 8. Dezember 2023).

## Denkmalzonen
| Bezeichnung          | Lage                              | Baujahr                | Beschreibung | Bild            |
| -------------------- | --------------------------------- | ---------------------- | --- | --------------- |
| Denkmalzone Ortskern | Hauptstraße 1–5, 7–14 und 16 Lage | ab dem 17. Jahrhundert | in seinen Strukturen und in den Details in ungewöhnlicher Dichte erhaltener Straßenabschnitt mit überwiegend mit der Giebelseite unmittelbar an der Straße stehenden Wohnhäusern, zum Teil zu großen Hofanlagen gehörend, meist im verputzten Zustand des 19. Jahrhunderts, auf der Ostseite der Straße aufgrund des ansteigenden Hangs mit hohem Kellersockel | Fotos hochladen |

## Einzeldenkmäler
| Bezeichnung              | Lage                                | Baujahr                  | Beschreibung | Bild                           |
| ------------------------ | ----------------------------------- | ------------------------ | --- | ------------------------------ |
| Bahnhof Oberneisen       | Bahnhofstraße 7 Lage                | 1869/70                  | Bahnhof der Aartalbahn; spätklassizistisches Empfangsgebäude, 1869/70 | Fotos hochladen                |
| Hofanlage                | Hauptstraße 2 Lage                  | spätes 19. Jahrhundert   | Hofanlage; stattliches Wohnhaus, spätes 19. Jahrhundert, Fachwerkscheune, massive Scheune, bezeichnet 1888, Stall, schmiedeeisernes Tor                                             | weitere Bilder Fotos hochladen |
| Pfarrhaus                | Hauptstraße 3 Lage                  | 17. Jahrhundert          | ehemaliges Pfarrhaus; Fachwerkbau über hohem Kellersockel, 17. Jahrhundert | weitere Bilder Fotos hochladen |
| Wohnhaus                 | Hauptstraße 5 Lage                  | 17. oder 18. Jahrhundert | Fachwerkhaus, verkleidet, wohl aus dem 17. oder 18. Jahrhundert | Fotos hochladen                |
| Wohnhaus                 | Hauptstraße 7 Lage                  | 16. oder 17. Jahrhundert | verputztes Fachwerkhaus, wohl aus dem 17., eventuell noch aus dem 16. Jahrhundert, Kniestock um 1900                                                                                | Fotos hochladen                |
| Wohnhaus                 | Hauptstraße 8 Lage                  | 17. oder 18. Jahrhundert | verputztes Fachwerkhaus, wohl aus dem 17. oder 18. Jahrhundert, später erhöht | Fotos hochladen                |
| Hofanlage                | Hauptstraße 12 Lage                 | 17. oder 18. Jahrhundert | Dreiseithof; verputztes Fachwerkhaus, wohl aus dem 17. oder 18. Jahrhundert, um Kniestock erhöht, Mansarddach-Scheune, Stall, Gesamterscheinungsbild aus dem späten 19. Jahrhundert | weitere Bilder Fotos hochladen |
| Wohnhaus                 | Hauptstraße 14 Lage                 | 17. oder 18. Jahrhundert | verputztes Fachwerkhaus, wohl aus dem 17. oder 18. Jahrhundert | Fotos hochladen                |
| Wohnhaus                 | Hauptstraße 15 Lage                 | 1718                     | Fachwerkhaus über hohem Kellersockel, verputzt und verschiefert, bezeichnet 1718 | Fotos hochladen                |
| Wohnhaus                 | Hauptstraße 16 Lage                 | 17. oder 18. Jahrhundert | verputztes Fachwerkhaus, wohl aus dem 17. oder 18. Jahrhundert, Kniestock aus dem späten 19. Jahrhundert                                                                            | Fotos hochladen                |
| Wohnhaus                 | Hauptstraße 23 Lage                 | 17. oder 18. Jahrhundert | Fachwerkhaus, verkleidet, wohl aus dem 17. oder 18. Jahrhundert | Fotos hochladen                |
| Burg Oberneisen          | Hauptstraße, Ecke Grebenstraße Lage | 1288                     | vierstöckige Mauer eines Burghauses der 1288 erbauten Burg | weitere Bilder Fotos hochladen |
| Evangelische Pfarrkirche | Kirchberg Lage                      | 1816–19                  | anspruchsvoller klassizistischer Zentralbau, 1816–19, Architekt Friedrich Ludwig Schrumpf; spätromanischer Westturm                                                                 | weitere Bilder Fotos hochladen |